# Chiese bizantine nel Salento

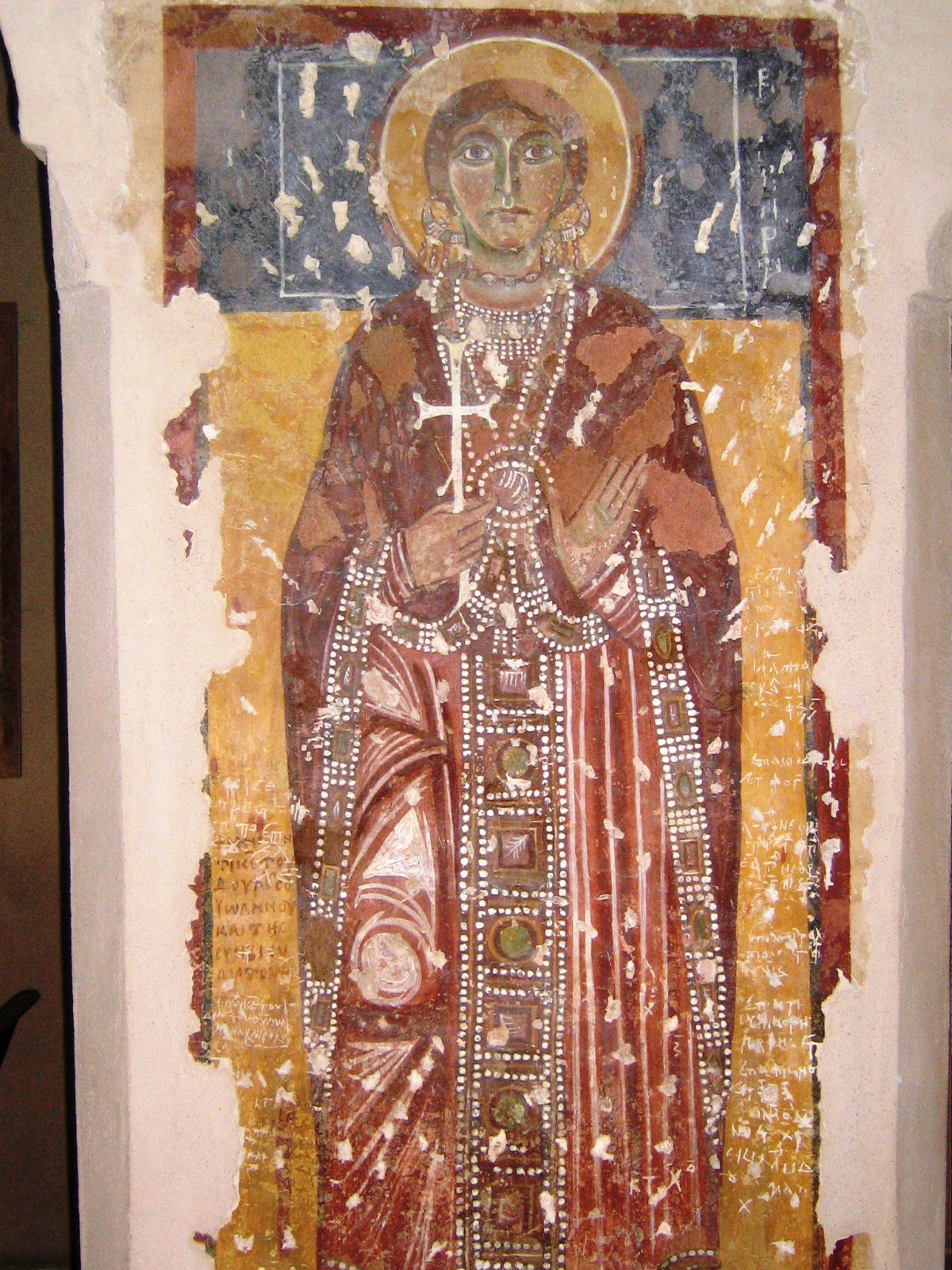
Chiesa di Santa Maria della Croce a Casarano; Affresco di Santa Barbara

## Introduzione
Le chiese bizantine nel Salento sono una delle testimonianze più importanti della lunga dominazione che vi fu sull'area del Salento da parte dell'Impero bizantino. La presenza di Bisanzio in questo territorio fu stabile sino alla comparsa dei Normanni nell'XI secolo. 
Sia prima che dopo tale data, l'arte bizantina si è espressa nel Salento in più forme ma in particolar modo all'interno di chiese e cripte le quali (soprattutto le seconde) possono ancora essere visitate nei territori delle province di Brindisi, Taranto e Lecce. Esse furono anche il frutto dell'attività di monaci basiliani assai presenti nei territori della Puglia e della Calabria, regioni più volte contese fra l'Impero Bizantino e Goti, Longobardi, Normanni, Saraceni.
Di seguito vi è un elenco, da completare, delle chiese e delle cripte o ipogei presenti nel Salento che gli storici hanno attribuito all'arte o all'architettura bizantina. Sono soprattutto le cripte o gli ipogei ad essere sopravvissuti sino a noi. Le chiese sono state nei secoli, modificate o radicalmente sostituite, nella loro versione architettonica originale, da edifici e soluzioni con stili successivi. Uno dei pochi genuini esempi di architettura bizantina sopravvissuti nel Salento è la Chiesa di San Pietro di Otranto, a pianta quadrata e a croce greca iscritta, vicina ad altri esempi extra-regionali come la Cattolica a Stilo o la Chiesa degli Ottimati a Reggio Calabria.
Bisogna inoltre ricordare che la diffusione dell'arte e architettura è stata per secoli contemporanea alle testimonianze dell'architettura romanica diffusasi in Puglia soprattutto a partire dall'arrivo dei Normanni nel 1000 d.c. in Italia meridionale. Questo aspetto spiega come in molte chiese romaniche della Puglia siano presenti affreschi tipici dell'arte bizantina. Occorre a questo proposito ricordare come in molte chiese del Salento, perlomeno fino al 1500, era usuale la pratica del rito religioso greco-ortodosso in sostituzione o in convivenza con quello latino-cattolico.
Inoltre, dalla fine del Cinquecento, molte testimonianze dell'arte bizantina (ma anche di quella romanica) furono distrutte per far posto alla costruzione di edifici religiosi di stile barocco nel nuovo spirito religioso della Controriforma. Questo aspetto spiega ancora come mai le testimonianze rimaste sino ad oggi dell'arte bizantina nel Salento si ritrovano soprattutto in cripte e ipogei. In altri casi, come ad esempio per le chiese rupestri in provincia di Taranto, si è cercato di spiegarne l'altissima frequenza con l'altissima instabilità del territorio conteso fra Arabi, Bizantini, Normanni “che spinsero gli abitanti a preferire l'insediamento rupestre, difficile da scoprire nel contesto naturale” (Lavermiccola, 2012)

## Lista delle chiese bizantine nel Salento

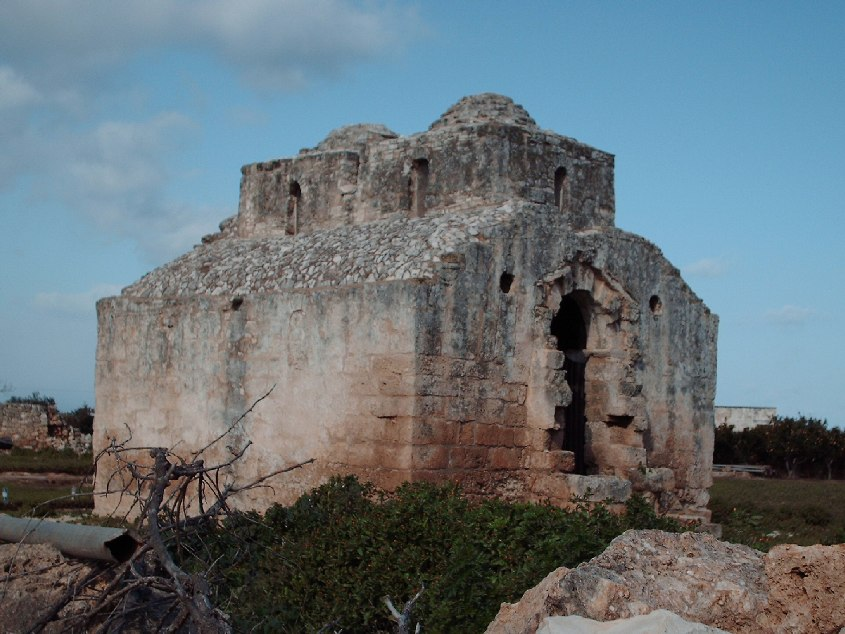
Tempietto di Seppannibale a Fasano

- Cripta di Santa Marina e Cristina a Carpignano Salentino, in provincia di Lecce
- Chiesa di Santa Marina di Stigliano a Carpignano Salentino, in provincia di Lecce
- Chiesa Santa Maria della Croce a Casarano, in provincia di Lecce
- Cripta del Crocifisso a Casarano, in provincia di Lecce
- Gli insediamenti rupestri a Castellaneta in provincia di Taranto
- Cripta dello Spirito Santo a Castiglione d'Otranto in provincia di Lecce
- Cripta di Sant'Onofrio a Castrignano de' Greci in provincia di Lecce
- Basilica bizantina a Castro (Puglia) in provincia di Lecce
- Cripta basiliana a Corsano in provincia di Lecce
- Cripta di Santo Stefano a Cursi in provincia di Lecce
- Cripta di San Giovanni Battista a Cutrofiano in provincia di Lecce
- Grotta dell'Annunziata a Erchie in provincia di Brindisi
- Tempietto di Seppannibale a Fasano in provincia di Brindisi
- Cripta di S. Basilio a Fasano in provincia di Brindisi

- Cripta di S. Francesco a Fasano in provincia di Brindisi
- Cripta di S. Giovanni a Fasano in provincia di Brindisi
- Cripta di S. Lorenzo a Fasano in provincia di Brindisi
- Cripta di S. Virgilia a Fasano in provincia di Brindisi
- Cripte basiliane a Galatina in provincia di Lecce
- Abbazia di San Nicola di Pergoleto a Galatone in provincia di Lecce
- Chiesa di San Mauro a Gallipoli in provincia di Lecce
- Chiese rupestri a Ginosa in provincia di Taranto
- Cripta di San Giovanni Battista a Giuggianello in provincia di Lecce
- Cripta di San Salvatore a Giurdignano in provincia di Lecce
- Abbazia di Centoporte a Giurdignano in provincia di Lecce
- Chiese rupestri a Laterza in provincia di Taranto
- Santuario del Crocifisso a Lizzano, in provincia di Taranto
- Chiesa e cripta della Ss.ma Annunziata a Lizzano, in provincia di Taranto
- Cripta di Sant'Angelo a Lizzano, in provincia di Taranto
- Chiesa di S. Pietro Mandurino a Manduria in provincia di Taranto
- Insediamenti rupestri a Massafra in provincia di Taranto
- Sant’Anastasia a Matino in provincia di Lecce
- Grotta di Sant’Eleuterio a Matino in provincia di Lecce
- Chiesa di San Lorenzo fuori le mura a Mesagne in provincia di Brindisi
- Cripta di Santa Marina a Miggiano in provincia di Lecce
- Cappella di San Fili (ricostruita nel Novecento, custodisce un'icona di impronta Bizantina)) a Monteroni in provincia di Lecce
- Habitat rupestre a Mottola in provincia di Taranto
- Chiesa di Santa Marina a Muro Leccese in provincia di Lecce
- Cripta di Sant'Antonio Abate a Nardò in provincia di Lecce
- Cappella della Madonna dell'Idri a Nociglia in provincia di Lecce
- Cappella di San Nicola (distrutta nei primi anni Cinquanta)a Surano in provincia di Lecce
- Cripta bizantina si San Giovanni presso Largo San Rocco, Surano in provincia di Lecce
- Cappella di Santo Lasi (distrutta nei primi dell'Ottocento) Surano in provincia di Lecce
- Cappella di Santo Lucia (distrutta nei primi dell'Ottocento) Surano in provincia di Lecce
- Cappella della Madonna di Costantinopoli presso l'attuale Cappella di Sant Antonio (distrutta alla fine del CInquecento) Surano in provincia di Lecce
- Basilica bizantina di S. Pietro in Otranto in provincia di Lecce

- Cripta di San Nicola a Otranto in provincia di Lecce
- Cripta del Padreterno a Otranto in provincia di Lecce
- Villaggio rupestre a Palagianello in provincia di Taranto
- Cripte bizantine a Parabita in provincia di Lecce
- Cripta di Sant'Elia a Patù in provincia di Lecce
- Cripta Santa Maria degli Angeli a Poggiardo in provincia di Lecce
- Cripta bizantina nella Chiesa della Madonna del Carmine a Ruffano in provincia di Lecce
- Grotta della Trinità a Ruffano in provincia di Lecce
- Cripta della Madonna della Consolazione a San Cassiano (Italia) in provincia di Lecce
- Chiesa rupestre di San Biagio a San Vito dei Normanni in provincia di Brindisi
- Cripta di San Nicola a San Vito dei Normanni in provincia di Brindisi
- Cripta di San Giovanni a San Vito dei Normanni in provincia di Brindisi
- Cripta di Santa Maria di San Giacomo al casale a San Vito dei Normanni in provincia di Brindisi
- Cripta di San Michele a Ceglie Messapica in provincia di Brindisi
- Cripta della Madonna della Grotta a Ceglie Messapica in provincia di Brindisi
- Cripta basiliana dell'Assunta a Sanarica in provincia di Lecce
- Chiesa di San Salvatore a Sanarica in provincia di Lecce

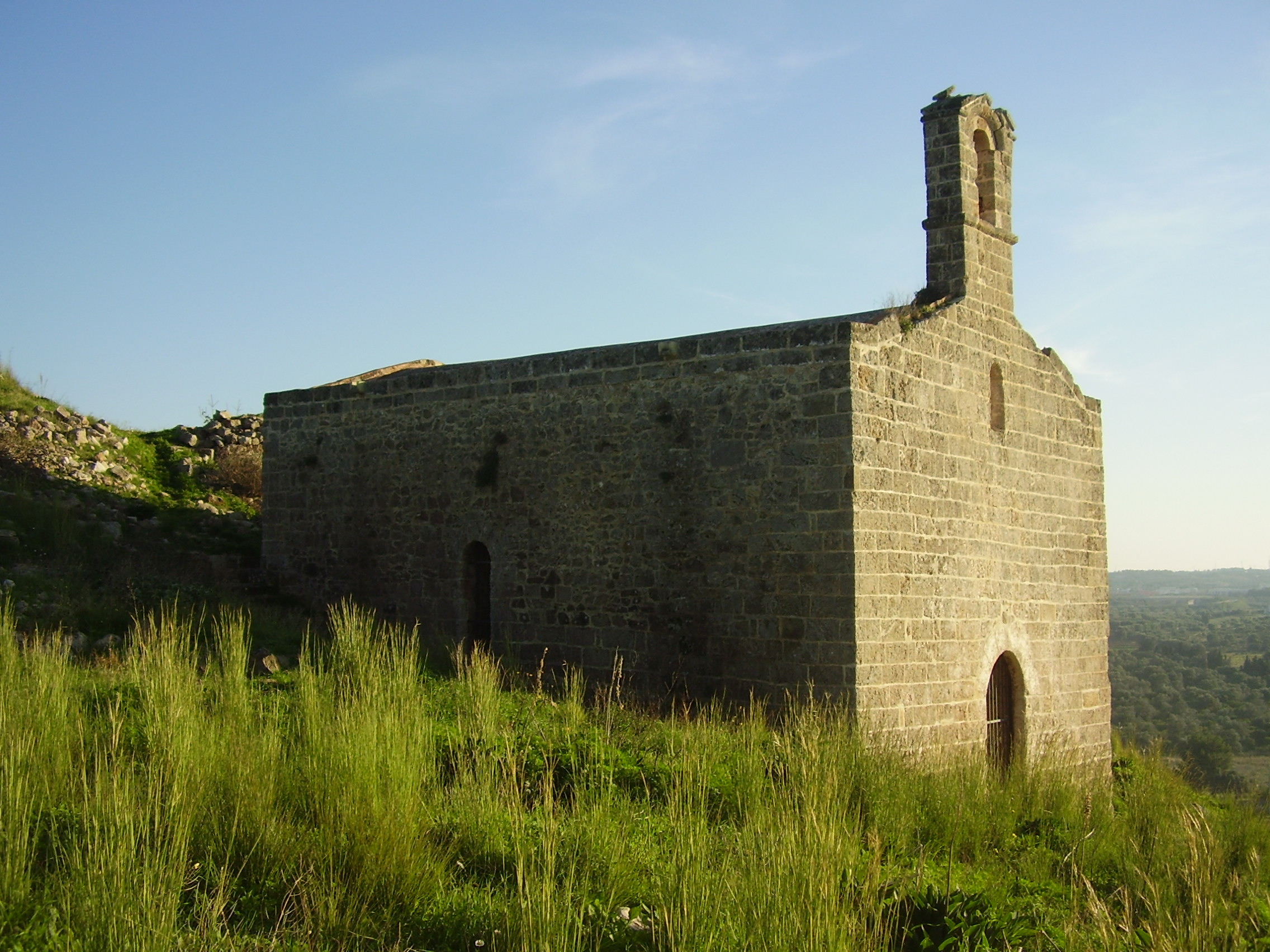
Abbazia di San Mauro a Sannicola

- Abbazia di San Niceta a Melendugno in Provincia di Lecce

- Chiesa di Santa Maria d'Aurio a Surbo in Provincia di Lecce
- Abbazia di San Mauro a Sannicola in provincia di Lecce
- Chiesa bizantina di San Salvatore a Sannicola in provincia di Lecce
- Chiesa di Sant'Eufemia a Specchia in provincia di Lecce
- Cripta di San Sebastiano a Sternatia in provincia di Lecce
- Cripta di San Pietro a Sternatia in provincia di Lecce
- Cripta della Beata Vergine di Coelimanna a Supersano in provincia di Lecce
- Chiesa di San Pietro a Crepacore a Torre Santa Susanna in provincia di Brindisi
- Cripta della Madonna del Gonfalone a Tricase in provincia di Lecce
- Cripta del Crocifisso a Ugento in provincia di Lecce
- Cripta di Sant'Elena a Uggiano la Chiesa in provincia di Lecce
- Cripta dei Santi Stefani a Vaste in provincia di Lecce
- Cripta della Madonna della Favana a Veglie in provincia di Lecce
- Chiesa di San Giovanni evangelista a San Cesario di Lecce in provincia di Lecce